# Бабенцов, Виктор Владимирович
Виктор Владимирович Бабенцов (5 февраля 1921, Верхнеднепровск — 23 февраля 2012) — советский и украинский художник-живописец, Народный художник Украины (2004); Заслуженный деятель искусств Украинской ССР (1977). Член Национального союза художников Украины с 1956 года.

## Биография
В 1938—1939 годах учился в Днепропетровском художественном училище.
Участник войны, служил чертёжником оперативного отделения штаба 186-й стрелковой дивизии, имеет боевые и государственные награды СССР. Член ВКП(б) с июля 1943 года (№ 5563048). 
С 1946 по 1952 годы обучался в Киевском художественном институте (сейчас НАОМА), педагоги Константин Елева, Георгий Мелихов, Карп Трохименко, Владимир Костецкий. Работал в сфере тематической живописи, портрета и пейзажа.
С 1951 года принимает участие в республиканских и всесоюзных выставках. Кроме этого участвовал в зарубежных выставках в Японии (1974—1976), Финляндии (1977), Болгарии (1984).

## Творчество
Для Виктора Бабенцова видеть — означало рисовать. Он был мастером тематической картины и тема войны в его творчестве занимала важное место. Этой теме он посвятил такие картины, как «Брестская крепость-герой», «На освобожденной земле. 1943 год», «Солдат. 1945 год» и другие работы. Благодаря умению отбирать материал и сформулировать увиденное, он становится мастером пейзажа. Мастерски передаёт свое наслаждение, когда он смотрит на крымские виноградники или на кусты сирени. Есть у художника и горные пейзажи.
В 1962 году художник создал вариант картины, которую ранее, ещё в 1952 году, он представлял как дипломную работу. Она была посвящена Лесе Украинке и стала самой поэтической в его творческом наследии. «Стояла и слушала весну» — работа, овеянная прекрасным романтическим чувством, что свидетельствует о нестандартном подходе художника к исторической теме и к живописной интерпретации. Поэтесса изображена молоденькой девочкой на фоне природы, которую она очень любила. Психологическому состоянию героини подчинена вся картина. Это не иллюстрация к биографии поэтессы, это творческая пластическая интерпретация мира её поэзии, в которой Бабенцов мастерски изобразил Лесину судьбу и её жизнь.

## Избранные работы
- «На Сапун-горе»;
- «Брестская крепость-герой»;
- «Солдат. 1945 год»;
- «На освобождённой земле. 1943 год»;
- «Осенняя путина»;
- «Метростроевцы»;
- «Вечер на Каспии»;
- «Алые паруса»;
- «Гурзуф»;
- «Стояла я и слушала весну» (1962);
- «В науку» (1961);
- «Воспоминание о Кармелюке» (1964).